# Gonzalo Guízar
Gonzalo Guízar Valladares (27 de abril de 1963) es un contador público, politólogo y político mexicano.

## Formación
Contador público de la Universidad Veracruzana, durante su etapa universitaria  perteneció a organizaciones estudiantiles, participando de manera activa en cuestiones políticas  que afectaban a la ciudad de Coatzacoalcos.

## Trayectoria pública
Director de Gobernación del Ayuntamiento de Coatzacoalcos; coordinador regional de la dirección general de gobernación en la “zona Veracruz centro 1”; contralor interno de la Procuraduría general de justicia del estado de Veracruz; director general de control y evaluación en la Contraloría general del estado; contralor interno de la Secretaría de finanzas y planeación del Estado de Veracruz.

## Trayectoria política
Dentro de las filas del Partido Revolucionario Institucional desempeñó varios cargos: Subsecretario de organización del comité directivo estatal; Presidente del comité municipal de Coatzacoalcos; Coordinador general del comité estatal de la CNOP; Delegado distrital de la zona sur de la CNOP estatal; Diputado local por el distrito XXIX; Diputado federal electo por el distrito XXII, con cabecera en Coatzacoalcos.

## Elecciones en  el municipio de Coatzacoalcos 2010
Gonzalo Guízar Participó como candidato del PAN en las elecciones municipales, del año 2010, siendo derrotado por un corto margen (entre 4-5%), por Marcos César Theurel. Cabe mencionar que el triunfo de Theurel fue imputado, debido a las acciones concertadas por el entonces Gobernador Fidel Herrera Beltrán.

## Candidatura al municipio de Coatzacoalcos 2013
Actualmente es miembro activo del Partido encuentro social el cual le abrió las puertas en 2015 y del que es el actual dirigente estatal. para contender como su candidato a la alcaldía de Coatzacoalcos. Gonzalo Guízar se enfila una vez más a abanderar al PAN en el 2013 con amplias posibilidades de triunfo.